# Ulrich Menke

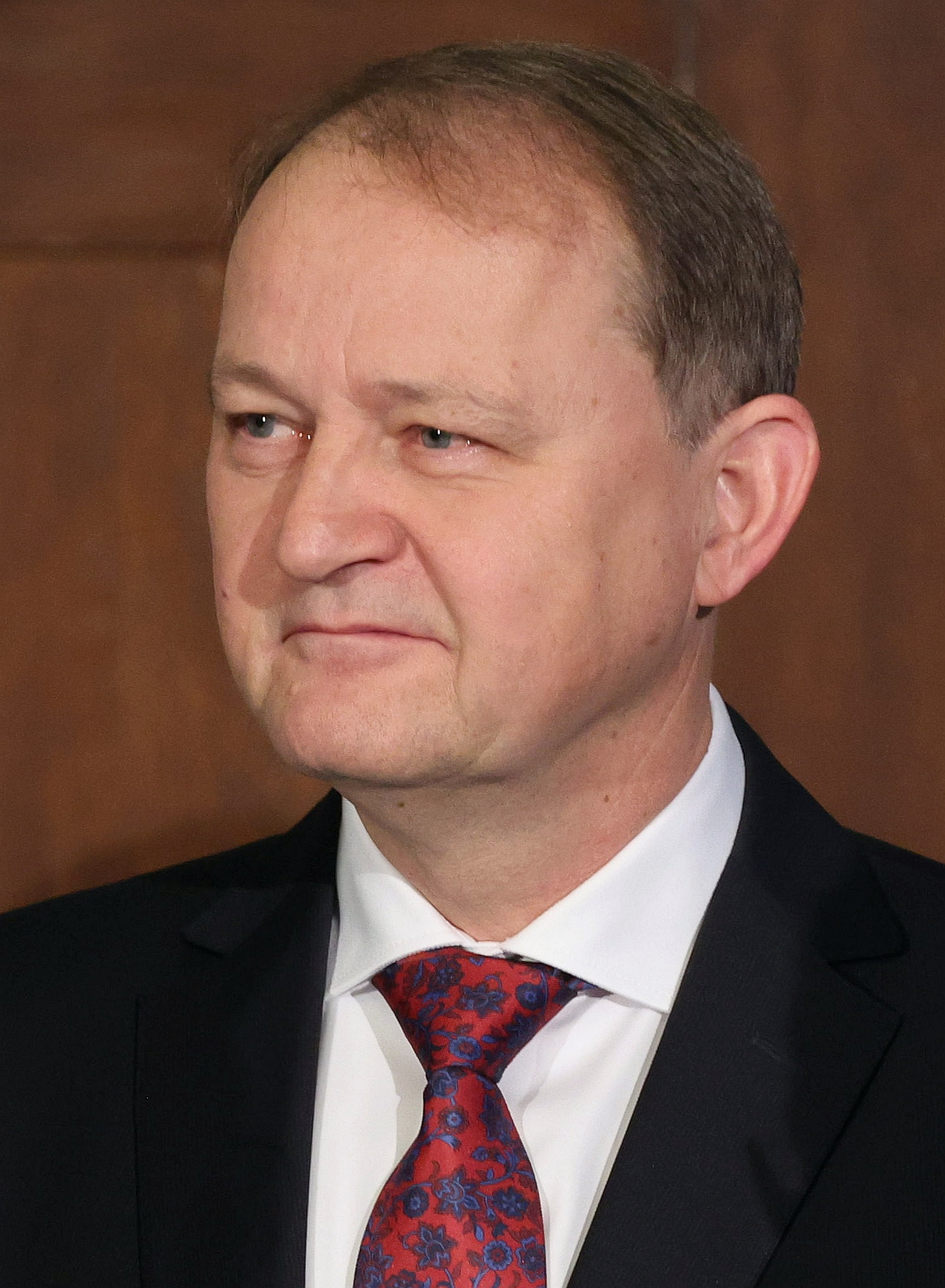
Ulrich Menke (2024)

Ulrich Menke (* 3. Januar 1963 in Dortmund) ist ein deutscher Verwaltungsjurist und politischer Beamter. Seit Dezember 2024 ist er Staatssekretär im Sächsischen Staatsministerium für Umwelt und Landwirtschaft.

## Leben
Menke ist Volljurist und trat zunächst in die Bundesverwaltung ein. Er war Regierungsrat im Bundesministerium der Finanzen. 1993 wechselte er in den Dienst des Freistaates Sachsen. Zunächst wurde er als Referent im Sächsischen Staatsministerium des Innern eingesetzt. Daraufhin wurde er als Zentralamtsleiter an das Landratsamt Sächsische Schweiz abgeordnet. Anschließend kehrte er ins Innenministerium zurück und übernahm ab 2003 die Leitung unterschiedlicher Referate; zuletzt als Leiter der Zentralstelle im Innenministerium. Von 2011 bis 2024 fungierte er als Abteilungsleiter in unterschiedlichen Bereichen der sächsischen Ministerialverwaltung, unter anderem bei der Abteilung Stadtentwicklung, Bau und Wohnungswesen im Innen- und Regionalministerium sowie der Abteilung Jugend, Familie und Teilhabe im Staatsministerium für Soziales und Verbraucherschutz. Schließlich war er bis 2024 als Abteilungsleiter Recht und Kommunales im Staatsministerium des Innern tätig.
Am 19. Dezember 2024 wurde Menke von Ministerpräsident Michael Kretschmer im Zuge der Bildung des Kabinetts Kretschmer III zum Staatssekretär und Amtschef des von Minister Georg-Ludwig von Breitenbuch geleiteten Sächsischen Staatsministeriums für Umwelt und Landwirtschaft ernannt.

## Werke
- gemeinsam mit Helmut Arens: Gemeindeordnung für den Freistaat Sachsen, Kohlhammer Verlag, Stuttgart 1999, ISBN 3-555-54027-0.
- gemeinsam mit Wolf-Uwe Sponer und André Jacob: Landkreisordnung für den Freistaat Sachsen, Sächsisches Gesetz über kommunale Zusammenarbeit: Handkommentar mit ergänzenden Vorschriften, Richard Boorberg Verlag, Stuttgart 2004, ISBN 3-415-03345-7.